# Ba Láng
Ba Láng là một phường thuộc thuộc quận Cái Răng, thành phố Cần Thơ, Việt Nam.

## Địa lý
Phường Ba Láng có vị trí địa lý:
- Phía đông giáp phường Thường Thạnh
- Phía tây giáp huyện Phong Điền
- Phía nam giáp tỉnh Hậu Giang
- Phía bắc giáp phường Lê Bình.

Phường Ba Láng có diện tích 4,66 km², dân số năm 2022 là 8.071 người, mật độ dân số đạt 1.731 người/km².

## Lịch sử
Trước năm 2004, địa bàn phường Ba Láng hiện nay thuộc xã Tân Phú Thạnh, huyện Châu Thành A, tỉnh Cần Thơ cũ.
Ngày 26 tháng 11 năm 2003, Quốc hội ban hành Nghị quyết số 22/2003/QH11 chia tỉnh Cần Thơ cũ thành thành phố Cần Thơ thuộc trung ương và tỉnh Hậu Giang. Theo đó, ấp Tân Thạnh Đông và một phần ấp Tân Thạnh Tây của xã Tân Phú Thạnh thuộc địa giới hành chính thành phố Cần Thơ; phần còn lại của xã Tân Phú Thạnh thuộc tỉnh Hậu Giang.
Ngày 2 tháng 1 năm 2004, Chính phủ ban hành Nghị định số 05/2004/NĐ-CP về việc thành lập phường Ba Láng thuộc quận Cái Răng trên cơ sở 531,52 ha diện tích tự nhiên và 6.339 người của xã Tân Phú Thạnh (phần diện tích, dân số đã điều chỉnh về thành phố Cần Thơ).